# スタン・オケルス
スタン・オケルス（Stan Ockers、1920年2月3日 - 1956年10月1日）は、ベルギー、ボルヘルハウト出身の自転車競技選手。

## 経歴
本名は、コンスタン・オケルス（Constant Ockers）。自転車競技雑誌の中には、スタン・オッカーと表記するケースも見られる。
1955年に世界選手権自転車競技大会・プロロード優勝。またリエージュ〜バストーニュ〜リエージュとフレッシュ・ワロンヌを連勝し、『ウイークエンド・アルダンネ(Week-end ardennais)』を達成した。また、ツール・ド・フランスでは1955年、1956年と2年連続でポイント賞を獲得。加えて6日間レースで4回優勝の実績を誇り、1956年にドミフォンにおけるアワーレコードを記録するなど、ロードレース及びトラックレースで活躍した。
しかし1956年9月29日、アントウェルペンのスポーツパレスで行われたトラックレースの競走中に事故死した。写真は当人を偲んだモニュメントのうちの一つである。

## 主な戦績

### 主な優勝記録
- チャレンジ・デスグランジュ＝コロンボ 1955年総合優勝, 1956年2位, 1952年、1953年3位

- 世界選手権・プロロード 1955
- リエージュ〜バストーニュ〜リエージュ 1955
- フレッシュ・ワロンヌ 1953, 1955
- ツール・ド・ベルギー 1948
- スヘルデプライス 1941, 1946
- ツール・ド・フランス 区間通算3勝
- ツール・ド・フランス ポイント賞 1955, 1956

### 主な2位記録
- ツール・ド・フランス 1950
- パリ〜ルーベ 1954
- ロンド・ファン・フラーンデレン 1956
- ボルドー〜パリ 1956
- ツール・ド・スイス 1955